# 上信越地方
上信越指的是群馬縣（上野国）、長野縣（信濃国）、新潟縣（越後国）3縣的總稱。該處溫泉與滑雪場密集。上越市南部的高田是日本滑雪的發祥地。

## 關聯條目
- 1998年冬季奧林匹克運動會
- 信越地方